# Alex Calderoni
Alex Calderoni (Ravenna, 31 maggio 1976) è un allenatore di calcio ed ex calciatore italiano, di ruolo portiere, preparatore dei portieri della squadra Primavera del Cesena.
In carriera ha collezionato 63 presenze in Serie A e 181 in Serie B.

## Carriera

### Giocatore
Dal 1993-1994 al 1995-1996 milita nel Cesena in Serie B, dove in tre stagioni non gioca nemmeno una partita. Passa così in prestito al Forlì in Serie C2 nel 1996-1997 in cui gioca da titolare, collezionando 31 presenze con 38 reti subite. Nel 1997-1998 ritorna al Cesena (nel frattempo retrocesso in Serie C1), dove assunse il ruolo di portiere di riserva giocando una sola partita. Nella stagione successiva, viene ceduto all'Alzano Virescit nel quale colleziona 34 presenze. Nella stagione 1999-2000 arriva il salto di categoria, grazie alla storica promozione della piccola società bergamasca. Il giocatore fa quindi il suo esordio in Serie B il 29 agosto 1999 in Alzano Virescit-Monza (2-1), collezionando nel corso della stagione 38 presenze.
L'anno successivo passa alla squadra della sua città natale, il Ravenna, ma ci resterà solamente durante il girone d'andata (11 partite disputate e 23 reti subite), per poi passare in prestito al Monza nel gennaio 2001, qui colleziona 15 presenze con 28 reti subite. Nella stagione 2001-2002 viene chiamato dall'Atalanta a giocare in Serie A. Tuttavia al primo anno con i nerazzurri non gioca alcuna partita. Per tre stagioni resta uno dei due portieri di riserva della società orobica. Esordisce nella massima serie nella sua unica presenza durante la stagione 2002-2003 in Atalanta-Inter (1-1), al posto dello squalificato Massimo Taibi, salvando il risultato in diverse occasioni. Tuttavia a fine anno l'Atalanta retrocede in Serie B e nella stagione 2003-2004 gioca due partite.
Nella seconda parte della stagione di Serie A 2004-2005 l'allenatore Delio Rossi decide di schierare Calderoni come primo portiere della squadra al posto di Massimo Taibi, contribuendo alla serie di vittorie che permettono all'Atalanta di chiudere il campionato in fase di rimonta ma con la retrocessione in Serie B. Gioca da titolare le due stagioni successive: nel 2005-2006 vince il campionato di Serie B giocando 39 partite e subendo 36 reti, mentre nel 2006-2007 difende la porta atalantina in Serie A, disputando 37 partite, subendo 50 reti. Nell'estate del 2007 viene acquistato a titolo definitivo dal Treviso in Serie B. L'11 luglio 2008 diventa ufficialmente un giocatore del Torino.
Il 1º febbraio 2010 viene acquistato a titolo definitivo dalla Triestina. In campionato disputa 19 partite e a fine stagione si svincola. Il 29 settembre 2010 firma con l'Atletico Roma. Ha esordito il 3 ottobre nella sfida di campionato contro la Lucchese, vinta dall'Atletico Roma (2-0). Il 7 gennaio 2011 viene prelevato in prestito dal Cesena, squadra in cui ha iniziato la sua carriera. Nell'estate del 2011, a seguito del fallimento dell'Atletico Roma rimane svincolato, per poi tornare a vestire la maglia del Cesena il 2 settembre 2011, con la quale si legherà fino a giugno 2012.
Dopo essere rimasto svincolato, il 5 febbraio 2013 firma con il Padova. Viene convocato per la prima volta il 16 febbraio per la sfida contro la Reggina persa dai biancoscudati (2-1); tuttavia nel corso della stagione non scende mai in campo. Il 30 agosto 2013 passa a titolo definitivo alla Juve Stabia in Serie B dopo essere rimasto ancora una volta svincolato. Poi il 21 settembre, fa il suo esordio stagionale contro il Cittadella (partita terminata 2-0 per le vespe stabiesi). Il 15 gennaio 2014 rescinde anticipatamente il contratto con gli stabiesi, rimanendo svincolato. Il giorno successivo firma per la Carrarese, scendendo così di categoria per giocare. Il 10 marzo 2015 risolve in anticipo il contratto che lo lega alla società toscana fino al giugno seguente, dopo aver perso per 1-5 il match del 7 marzo 2015 contro il Teramo Calcio (la Carrarese era in vantaggio 1-0 al termine del primo tempo). Il 16 luglio 2015 si trasferisce alla Ribelle, formazione militante in Serie D.
Dopo un primo ritiro dall'attività, avvenuto al termine della stagione, ha iniziato a gestire insieme alla moglie uno stabilimento balneare a Cervia. Nella stagione 2018-2019 torna sui suoi passi e ricomincia a giocare in Promozione con la maglia del Ronco Edelweiss di Forlì, conquistando il salto in Eccellenza. Nell'estate 2021 viene ingaggiato dal Cervia, nel campionato emiliano di Promozione.

### Dopo il ritiro
Il 14 luglio 2025 viene ufficializzato nello staff tecnico di Nicola Campedelli come preparatore dei portieri della squadra Primavera del Cesena.

## Statistiche

### Presenze e reti nei club
| Stagione               | Squadra                | Campionato             | Campionato | Campionato | Coppe nazionali | Coppe nazionali | Coppe nazionali | Coppe europee | Coppe europee | Coppe europee | Altre coppe | Altre coppe | Altre coppe | Totale | Totale |
| Stagione               | Squadra                | Comp                   | Pres       | Reti       | Comp            | Pres            | Reti            | Comp          | Pres          | Reti          | Comp        | Pres        | Reti        | Pres   | Reti   |
| ---------------------- | ---------------------- | ---------------------- | ---------- | ---------- | --------------- | --------------- | --------------- | ------------- | ------------- | ------------- | ----------- | ----------- | ----------- | ------ | ------ |
| 1993-1994              | Cesena                 | B                      | 0          | 0          | CI              | 0               | 0               | -             | -             | -             | -           | -           | -           | 0      | 0      |
| 1994-1995              | Cesena                 | B                      | 0          | 0          | CI              | 0               | 0               | -             | -             | -             | -           | -           | -           | 0      | 0      |
| 1995-1996              | Cesena                 | B                      | 0          | 0          | CI              | 0               | 0               | -             | -             | -             | -           | -           | -           | 0      | 0      |
| 1996-1997              | Forlì                  | C2                     | 31         | -38        | CI-C            | 0               | 0               | -             | -             | -             | -           | -           | -           | 31     | -38    |
| 1997-1998              | Cesena                 | C1                     | 1          | -1         | CI-C            | 0               | 0               | -             | -             | -             | -           | -           | -           | 1      | -1     |
| 1998-1999              | Alzano Virescit        | C1                     | 34         | -24        | CI+CI-C         | 2+0             | -3              | -             | -             | -             | -           | -           | -           | 36     | -27    |
| 1999-2000              | Alzano Virescit        | B                      | 38         | -51        | CI              | 5               | -5              | -             | -             | -             | -           | -           | -           | 43     | -56    |
| Totale Alzano Virescit | Totale Alzano Virescit | Totale Alzano Virescit | 72         | -75        |                 | 7               | -8              |               | -             | -             |             | -           | -           | 79     | -83    |
| 2000-gen. 2001         | Ravenna                | B                      | 11         | -23        | CI              | 3               | -5              | -             | -             | -             | -           | -           | -           | 14     | -28    |
| gen.-giu. 2001         | Monza                  | B                      | 15         | -28        | CI              | -               | -               | -             | -             | -             | -           | -           | -           | 15     | -28    |
| 2001-2002              | Atalanta               | A                      | 0          | 0          | CI              | 0               | 0               | -             | -             | -             | -           | -           | -           | 0      | 0      |
| 2002-2003              | Atalanta               | A                      | 1          | -1         | CI              | 0               | 0               | -             | -             | -             | -           | -           | -           | 1      | -1     |
| 2003-2004              | Atalanta               | B                      | 2          | 0          | CI              | 1               | 0               | -             | -             | -             | -           | -           | -           | 3      | 0      |
| 2004-2005              | Atalanta               | A                      | 17         | -17        | CI              | 7               | -12             | -             | -             | -             | -           | -           | -           | 24     | -29    |
| 2005-2006              | Atalanta               | B                      | 39         | -36        | CI              | 3               | 0               | -             | -             | -             | -           | -           | -           | 42     | -36    |
| 2006-2007              | Atalanta               | A                      | 37         | -50        | CI              | 3               | -3              | -             | -             | -             | -           | -           | -           | 40     | -53    |
| Totale Atalanta        | Totale Atalanta        | Totale Atalanta        | 96         | -104       |                 | 14              | -15             |               | -             | -             |             | -           | -           | 110    | -119   |
| 2007-2008              | Treviso                | B                      | 40         | -50        | CI              | 2               | -5              | -             | -             | -             | -           | -           | -           | 42     | -55    |
| 2008-2009              | Torino                 | A                      | 7          | -7         | CI              | 3               | -5              | -             | -             | -             | -           | -           | -           | 10     | -12    |
| 2009-feb. 2010         | Torino                 | B                      | 3          | -4         | CI              | 0               | 0               | -             | -             | -             | -           | -           | -           | 3      | -4     |
| Totale Torino          | Totale Torino          | Totale Torino          | 10         | -11        |                 | 3               | -5              |               | -             | -             |             | -           | -           | 13     | -16    |
| feb.-giu. 2010         | Triestina              | B                      | 19         | -18        | CI              | -               | -               | -             | -             | -             | -           | -           | -           | 19     | -18    |
| 2010-gen. 2011         | Atletico Roma          | 1D                     | 5          | -7         | CI+CI-LP        | 0               | 0               | -             | -             | -             | -           | -           | -           | 5      | -7     |
| gen.-giu. 2011         | Cesena                 | A                      | 1          | -3         | CI              | -               | -               | -             | -             | -             | -           | -           | -           | 1      | -3     |
| 2011-2012              | Cesena                 | A                      | 0          | 0          | CI              | 0               | 0               | -             | -             | -             | -           | -           | -           | 0      | 0      |
| Totale Cesena          | Totale Cesena          | Totale Cesena          | 2          | -4         |                 | 0               | 0               |               | -             | -             |             | -           | -           | 2      | -4     |
| feb.-giu. 2013         | Padova                 | B                      | 0          | 0          | CI              | -               | -               | -             | -             | -             | -           | -           | -           | 0      | 0      |
| 2013-gen. 2014         | Juve Stabia            | B                      | 14         | -23        | CI              | -               | -               | -             | -             | -             | -           | -           | -           | 14     | -23    |
| gen.-giu. 2014         | Carrarese              | 1D                     | 13         | -11        | CI-LP           | -               | -               | -             | -             | -             | -           | -           | -           | 13     | -11    |
| 2014-2015              | Carrarese              | C                      | 26         | -27        | CI-LP           | 0               | 0               | -             | -             | -             | -           | -           | -           | 26     | -27    |
| Totale Carrarese       | Totale Carrarese       | Totale Carrarese       | 39         | -38        |                 | 0               | 0               |               | -             | -             |             | -           | -           | 39     | -38    |
| Totale carriera        | Totale carriera        | Totale carriera        | 357        | -424       |                 | 29              | -38             |               | -             | -             |             | -           | -           | 383    | -469   |

## Palmarès

### Giocatore
- Campionato italiano di Serie B: 1

Atalanta: 2005-2006
- Campionato italiano Serie C1: 2

Cesena: 1997-1998 (girone A)
Alzano Virescit: 1998-1999 (girone A)